# Clã Elliot
O Clã Elliot é um clã escocês do distrito de Dumfries and Galloway, Escócia.
A atual chefe é Margaret Eliott de Redheugh, 29ª chefe do clã.